# Fußball-Weltmeisterschaft 1954/Gruppe 2
| Pl.                                                    | Land           | Sp. | S | U | N | Tore    | Diff. | Punkte |
| ------------------------------------------------------ | -------------- | --- | - | - | - | ------- | ----- | ------ |
| 1.                                                     | Ungarn         | 2   | 2 | 0 | 0 | 017:300 | +14   | 04:0   |
| 2.                                                     | BR Deutschland | 2   | 1 | 0 | 1 | 007:900 | −2    | 02:20  |
| 3.                                                     | Türkei         | 2   | 1 | 0 | 1 | 008:400 | +4    | 02:20  |
| 4.                                                     | Südkorea       | 2   | 0 | 0 | 2 | 000:160 | −16   | 0:40   |
| BR Deutschland durch Entscheidungsspiel Gruppenzweiter |                |     |   |   |   |         |       |        |

Gruppe 2 der Fußball-Weltmeisterschaft 1954:

## BR Deutschland – Türkei 4:1 (1:1)
| BR Deutschland                                        | BR Deutschland | Türkei | Türkei |
| ----------------------------------------------------- | --- | --- | ------ |
| BR Deutschland                                        | \| 1. Gruppenspiel \| \| 17. Juni 1954 um 18:00 Uhr in Bern (Stadion Wankdorf) \| \| Zuschauer: 28.000 \| \| Schiedsrichter: José da Costa Vieira ( Portugal) \| \| Spielbericht \|      | \| 1. Gruppenspiel \| \| 17. Juni 1954 um 18:00 Uhr in Bern (Stadion Wankdorf) \| \| Zuschauer: 28.000 \| \| Schiedsrichter: José da Costa Vieira ( Portugal) \| \| Spielbericht \|                              | Türkei |
| BR Deutschland                                        | Toni Turek – Fritz Laband, Werner Kohlmeyer, Karl Mai – Josef Posipal, Horst Eckel – Max Morlock, Bernhard Klodt, Ottmar Walter, Fritz Walter , Hans Schäfer Cheftrainer: Sepp Herberger | Turgay Şeren – Rıdvan Bolatlı, Basri Dirimlili, Mustafa Ertan – Çetin Zeybek, Rober Eryol – Erol Keskin, Suat Mamat, Feridun Buğeker, Burhan Sargun, Lefter Küçükandonyadis Cheftrainer: Sandro Puppo ( Italien) | Türkei |
| BR Deutschland                                        | 1:1 Schäfer (14.) 2:1 Klodt (52.) 3:1 O. Walter (60.) 4:1 Morlock (84.) | 0:1 Suat (2.) | Türkei |
| BR Deutschland                                        | Das 4:1-Endstandtor war das 400. Tor der Weltmeisterschafts-Geschichte. | | Türkei |
| 1. Gruppenspiel                                       | | |        |
| 17. Juni 1954 um 18:00 Uhr in Bern (Stadion Wankdorf) | | |        |
| Zuschauer: 28.000                                     | | |        |
| Schiedsrichter: José da Costa Vieira ( Portugal)      | | |        |
| Spielbericht                                          | | |        |

## Ungarn – Südkorea 9:0 (4:0)
| Ungarn                                                 | Ungarn | Südkorea | Südkorea |
| ------------------------------------------------------ | --- | --- | -------- |
| Ungarn                                                 | \| 1. Gruppenspiel \| \| 17. Juni 1954 um 18:00 Uhr in Zürich (Hardturmstadion) \| \| Zuschauer: 13.000 \| \| Schiedsrichter: Raymond Vincenti ( Frankreich) \| \| Spielbericht \|                | \| 1. Gruppenspiel \| \| 17. Juni 1954 um 18:00 Uhr in Zürich (Hardturmstadion) \| \| Zuschauer: 13.000 \| \| Schiedsrichter: Raymond Vincenti ( Frankreich) \| \| Spielbericht \|                   | Südkorea |
| Ungarn                                                 | Gyula Grosics – Jenő Buzánszky, Gyula Lóránt, Mihály Lantos – József Bozsik, Sándor Kocsis – Ferenc Puskás , Zoltán Czibor, Ferenc Szojka, László Budai, Péter Palotás Cheftrainer: Gusztáv Sebes | Hong Duk-yung – Park Kyu-chung, Park Yae-seung, Kang Chang-gi – Min Byung-dae , Choi Chung-min – Woo Sang-kwon, Sung Nak-woon, Chung Nam-sik, Choo Young-kwan, Park Il-kap Cheftrainer: Kim Yong-sik | Südkorea |
| Ungarn                                                 | 1:0 Puskás (12.) 2:0 Lantos (18.) 3:0 Kocsis (24.) 4:0 Kocsis (36.) 5:0 Kocsis (50.) 6:0 Czibor (59.) 7:0 Palotás (75.) 8:0 Palotás (83.) 9:0 Puskás (89.)                                        | | Südkorea |
| 1. Gruppenspiel                                        | | |          |
| 17. Juni 1954 um 18:00 Uhr in Zürich (Hardturmstadion) | | |          |
| Zuschauer: 13.000                                      | | |          |
| Schiedsrichter: Raymond Vincenti ( Frankreich)         | | |          |
| Spielbericht                                           | | |          |

## Ungarn – BR Deutschland 8:3 (3:1)
| Ungarn                                                  | Ungarn | BR Deutschland | BR Deutschland |
| ------------------------------------------------------- | --- | --- | -------------- |
| Ungarn                                                  | \| 2. Gruppenspiel \| \| 20. Juni 1954 um 16:50 Uhr in Basel (St.-Jakob-Stadion) \| \| Zuschauer: 56.000 \| \| Schiedsrichter: William Ling ( England) \| \| Spielbericht \|                          | \| 2. Gruppenspiel \| \| 20. Juni 1954 um 16:50 Uhr in Basel (St.-Jakob-Stadion) \| \| Zuschauer: 56.000 \| \| Schiedsrichter: William Ling ( England) \| \| Spielbericht \|                           | BR Deutschland |
| Ungarn                                                  | Gyula Grosics – Jenő Buzánszky, Gyula Lóránt, Mihály Lantos – József Bozsik, József Zakariás – József Tóth, Sándor Kocsis, Nándor Hidegkuti, Ferenc Puskás , Zoltán Czibor Cheftrainer: Gusztáv Sebes | Heinrich Kwiatkowski – Hans Bauer, Werner Liebrich, Werner Kohlmeyer – Josef Posipal, Paul Mebus – Helmut Rahn, Horst Eckel, Fritz Walter , Richard Herrmann, Alfred Pfaff Cheftrainer: Sepp Herberger | BR Deutschland |
| Ungarn                                                  | 1:0 Kocsis (3.) 2:0 Puskás (17.) 3:0 Kocsis (21.) 4:1 Hidegkuti (50.) 5:1 Hidegkuti (54.) 6:1 Kocsis (67.) 7:1 Tóth (73.) 8:2 Kocsis (78.)                                                            | 3:1 Pfaff (25.) 7:2 Rahn (77.) 8:3 Herrmann (81.) | BR Deutschland |
| 2. Gruppenspiel                                         | | |                |
| 20. Juni 1954 um 16:50 Uhr in Basel (St.-Jakob-Stadion) | | |                |
| Zuschauer: 56.000                                       | | |                |
| Schiedsrichter: William Ling ( England)                 | | |                |
| Spielbericht                                            | | |                |

## Türkei – Südkorea 7:0 (4:0)
| Türkei                                                    | Türkei | Südkorea | Südkorea |
| --------------------------------------------------------- | --- | --- | -------- |
| Türkei                                                    | \| 2. Gruppenspiel \| \| 20. Juni 1954 um 17:00 Uhr in Genf (Stade des Charmilles) \| \| Zuschauer: 4.000 \| \| Schiedsrichter: Esteban Marino ( Uruguay) \| \| Spielbericht \|                                  | \| 2. Gruppenspiel \| \| 20. Juni 1954 um 17:00 Uhr in Genf (Stade des Charmilles) \| \| Zuschauer: 4.000 \| \| Schiedsrichter: Esteban Marino ( Uruguay) \| \| Spielbericht \|                 | Südkorea |
| Türkei                                                    | Turgay Şeren – Rıdvan Bolatlı, Basri Dirimlili, Mustafa Ertan – Çetin Zeybek, Rober Eryol – Erol Keskin, Suat Mamat, Feridun Buğeker, Burhan Sargun, Lefter Küçükandonyadis Cheftrainer: Sandro Puppo ( Italien) | Hong Duk-yung – Park Kyu-chung , Kang Chang-gi, Lee Seo-nam – Woo Sang-kwon, Lee Chong-kap – Han Chang-wha, Kim Ji-sung, Choo Young-kwan, Lee Ki-joo, Chung Kook-chin Cheftrainer: Kim Yong-sik | Südkorea |
| Türkei                                                    | 1:0 Suat (10.) 2:0 Lefter (24.) 3:0 Suat (30.) 4:0 Burhan (37.) 5:0 Burhan (64.) 6:0 Burhan (70.) 7:0 Erol (76.)                                                                                                 | | Südkorea |
| 2. Gruppenspiel                                           | | |          |
| 20. Juni 1954 um 17:00 Uhr in Genf (Stade des Charmilles) | | |          |
| Zuschauer: 4.000                                          | | |          |
| Schiedsrichter: Esteban Marino ( Uruguay)                 | | |          |
| Spielbericht                                              | | |          |

## Entscheidungsspiel BR Deutschland – Türkei 7:2 (3:1)
| BR Deutschland                                         | BR Deutschland | Türkei | Türkei |
| ------------------------------------------------------ | --- | --- | ------ |
| BR Deutschland                                         | \| Entscheidungsspiel um Platz 2 \| \| 23. Juni 1954 um 18:00 Uhr in Zürich (Hardturmstadion) \| \| Zuschauer: 17.000 \| \| Schiedsrichter: Raymond Vincenti ( Frankreich) \| \| Spielbericht \|                                                        | \| Entscheidungsspiel um Platz 2 \| \| 23. Juni 1954 um 18:00 Uhr in Zürich (Hardturmstadion) \| \| Zuschauer: 17.000 \| \| Schiedsrichter: Raymond Vincenti ( Frankreich) \| \| Spielbericht \|            | Türkei |
| BR Deutschland                                         | Toni Turek – Fritz Laband, Josef Posipal, Hans Bauer – Horst Eckel, Karl Mai – Max Morlock, Bernhard Klodt, Ottmar Walter, Fritz Walter , Hans Schäfer Cheftrainer: Sepp Herberger                                                                      | Şükrü Ersoy – Rıdvan Bolatlı, Basri Dirimlili, Mustafa Ertan – Çetin Zeybek, Rober Eryol – Erol Keskin, Lefter Küçükandonyadis , Naci Erdem, Necmi Onarıcı, Coşkun Taş Cheftrainer: Sandro Puppo ( Italien) | Türkei |
| BR Deutschland                                         | 1:0 O. Walter (7.) 2:0 Schäfer (12.) 3:1 Morlock (30.) 4:1 Morlock (60.) 5:1 F. Walter (62.) 6:1 Morlock (77.) 7:1 Schäfer (79.) | 2:1 Mustafa (21.) 7:2 Lefter (82.) | Türkei |
| BR Deutschland                                         | Çetin Zeybek zog sich eine schwere Meniskusverletzung zu und verließ in der 2. Halbzeit zirka um die 50. Spielminute das Spielfeld, ab da an spielte die Türkei in Unterzahl, zu jenem Zeitpunkt gab es (in der 2. Halbzeit) kein Auswechselkontingent. | | Türkei |
| Entscheidungsspiel um Platz 2                          | | |        |
| 23. Juni 1954 um 18:00 Uhr in Zürich (Hardturmstadion) | | |        |
| Zuschauer: 17.000                                      | | |        |
| Schiedsrichter: Raymond Vincenti ( Frankreich)         | | |        |
| Spielbericht                                           | | |        |